# Džirubhaj Ambani
Džirajlal Hiračand Ambani, popularno poznat kao Džirubhaj Ambani (28. decembar 1932 – 6. jul 2002) bio je indijski poslovni tajkun koji je osnovao Reliance Industries. Ambani je pretvorio Relajans u javno preduzeće 1977. godine. Ono je vredelo 25,6 milijardi dolara nakon njegove smrti 6. jula 2002. Godine 2016, posthumno je odlikovan nagradom Padma Vibušan, drugom najvećom civilnom počašću u Indiji za svoj doprinos u trgovini i industriji. Ambani se suočio sa brojnim optužbama za manipulaciju tržištem, utaju poreza i kronizam.

## Rana karijera
Džirubhaj Ambani je bio jedan od sinova Hiračanda Gordanbhaj Ambanija, učitelja u seoskoj školi koji je pripadao zajednici Mod Banija i Džamnaben Ambani, a rođen je u Čorvadu, oblasti Džunagad, Gujarat, 28. decembra 1932. godine. On je studirao u školi Bahadur Kanji. U mladosti se pridružio protestima protiv Navaba od Džunagara i organizovao je mnoge akcije protiv Navabovih planova za pridruživanje Pakistanu nakon nezavisnosti.
Godine 1948. je otputovao luku Aden kako bi zajedno sa svojim bratom Ramnikbajom radio za A. Besi end Ko. Kasnije je za tu kompaniju prodavao školjke i proizvode od Burmah ulja. Poznata je priča o tome kako je jedno vreme dobro zarađivao topeći srebrne poluge i prodajući ga kao čisto srebro, jer je znao da je vrednost čistog srebra mnogo veća nego poluga. To predstavlja preteču njegove finansijske veštine i oštrine.
Njegovi prijatelji su ga opisali kao osobu koje je bila ambiciozna, vedra, mada je imao i „mračnu stranu” zbog svoje ekstremne ambicije i rizikovanja. U Adenu mu se rodio prvi sin Mukeš 1957. godine. Drugi sin, Anil, rođen je dve godine kasnije, 1959. godine.
On je napustio Aden 1958. godine kako bi se okušao u sopstvenom poslu u Indiji na tržištu tekstila.

## Osnivanje preduzeća Relajans Industris
Ambani se vratio u Indiju i započeo „Madžin” u partnerstvu s Čambaklalom Damanijem, njegovim rođakom, koji je živeo s njim u Jemenu. Madžin je trebalo da uvozi poliestersku pređu i izvozi začine u Jemen.
Prvo sedište Reliance Commercial Corporation bilo je u ulici Narsinata u Masdžidu Banderu. Bila je to soba od 350 sq ft (33 m2) sa telefonom, jednim stolom i tri stolice. U početku su imali dva asistenta koji će im pomagali u poslu.
U toj maloj kancelariji on je počeo da formira tim koji će godinama ostati u preduzeću, a koji uključuje Rasikbaj Mesvani (njegov nećak), Ramnikbaj, Natubaj (njegov mlađi brat) i dva bivša školska kolega po imenu Ratibaj Makala i Narotambaj Joši. Obično su radili po ulicama Pajdonije.
Tokom ovog perioda, Ambani i njegova porodica boravili su u dvosobnom stanu na imanju Džej Hind u kvartu Bulešvar u Mumbaiju. Godine 1965, Čampaklal Damani i Dirubaj Ambani prekinuli su svoje partnerstvo i Ambani je započeo sam. Veruje se da su njih dvoje imali različite temperamente i različit stav o načinu vođenja posla. Dok je Damani bio oprezan trgovac i nije verovao u izgradnju zaliha prediva, Ambani je bio poznat kao preuzimač rizika i verovao je u izgradnju zaliha da bi povećao profit. Godine 1966, on je osnovao Reliance Commercial Corporation koja je kasnije, 8. maja 1973. postala Rilajance Industris.
Tokom tog vremena je lansirao brend 'vimal' koji je prodavao poliesterske materijale za šalove, odela i haljine.

## Kontroverze
Godine 1988, kompanija Reliance Industries se suočila sa pitanjem prava u vezi sa delimično konvertibilnim zadužnicama. Pričalo se da kompanija ulaže sve napore da osigura da njihove cene akcija ne skliznu ni za inč. Osetivši priliku, The Bear Cartel, grupa berzanskih brokera iz Kalkute, počela je da rasprodaje akcije Relajansa u kratkom roku. Da bi se tome suprotstavila, grupa berzanskih brokera do nedavno nazivanih „Prijateljima Relajansa“ počela je da kupuje kratko prodate akcije Reliance Industries na Bombajskoj berzi.

## Smrt
Ambani je primljen u bolnicu Brič Kandi u Mumbaiju 24. juna 2002. nakon što je doživeo veliki moždani udar. Bio je to njegov drugi moždani udar, prvi se dogodio u februaru 1986. i paralisao mu je desnu ruku. On je bio  u komi više od nedelju dana i konsultovan je veliki broj lekara. On je preminuo je 6. jula 2002. godine.
Zemlja je izgubila ikonski dokaz šta običan Indijanac nadahnut duhom preduzetništva i vođen odlučnošću može da postigne tokom svog života.— Atal Bihari Vajpaji, bivši premijer Indije
Ova nova zvezda, koja se uzdigla na horizontu indijske industrije pre tri decenije, ostala je na vrhu do kraja zahvaljujući svojoj sposobnosti da ima velike snove i da ih pretoči u stvarnost snagom svoje upornosti i istrajnosti. Pridružujem se narodu Maharaštre u odavanju počasti sećanju na Ambanija i izražavam iskreno saučešće ožalošćenoj porodici.— P C Aleksandar, bivši guverner Maharaštre

## Nakon smrti
Nakon svog prvog moždanog udara 1986. godine, Ambani je predao kontrolu nad kompanijom svojim sinovima, Makešu i Anilu. U novembru 2004. Mukeš je u intervjuu priznao da ima nesuglasice sa Anilom oko pitanja vlasništva. Takođe je rekao da su razlike „u privatnom domenu“. Nakon smrti Džirubhaja Ambanija, grupa je podeljena na Reliance Industries Limited na čelu sa Makešom i Reliance Anil Džirubhaj Ambani Grupa na čelu sa Anilom. Tako je konačno Makeš Ambani izabran za izvršnog direktora, a Anil Ambani je izabran za predsedavajućeg.
Prema podacima iz 2017. godine, kompanija ima više od 250.000 zaposlenih. U 2012. godini, Relajans industrije su bile jedna od dve indijske kompanije koje su bile rangirane među prvih 100 na listi Fortune 500 najvećih svetskih kompanija po prihodu.

## U popularnim medijima
Godine 1988, neovlašćena biografija Džirubhaj a Ambanija, autora Hamiša Makdonalda sa naslovom Princ poliestra, ocrtala je sva njegova politička i poslovna osvajanja. Knjiga nije objavljena u Indiji, jer su Ambani pretili tužbom; ažurirana verzija je puštena u prodaju pod naslovom Ambani i sinovi 2010. godine, a do sada nije pokrenut nikakav postupak protiv izdavača.

## Priznanja
- 15. jun 1998. – Dinova medalja od strane Varton škole, Univerziteta u Pensilvaniji, za davanje izvanrednog primera liderstva. Džirubhaj Ambani je bio prvi Indijac koji je dobio Dinovu medalju.[26]
- Januar 2016. - posthumno si dodeljene nagrade Padma Vibušan, Padma Busan, prvo i drugo po veličini civilno priznanje u Indiji.[27]

## Literatura
- McDonald, Hamish (1998). The Polyester Prince: The Rise of Dhirubhai Ambani. Allen & Unwin. ISBN 978-1864484687.